# 선일초등학교 (서울)
선일초등학교(善一初登學校)는 대한민국 서울특별시 은평구 갈현동에 있는 사립 초등학교이다.

## 학교 연혁
- 1965년 9월 27일 개교

## 참고 자료
- 선일초등학교 - 한국교육학술정보원 학교알리미